# Vazelína

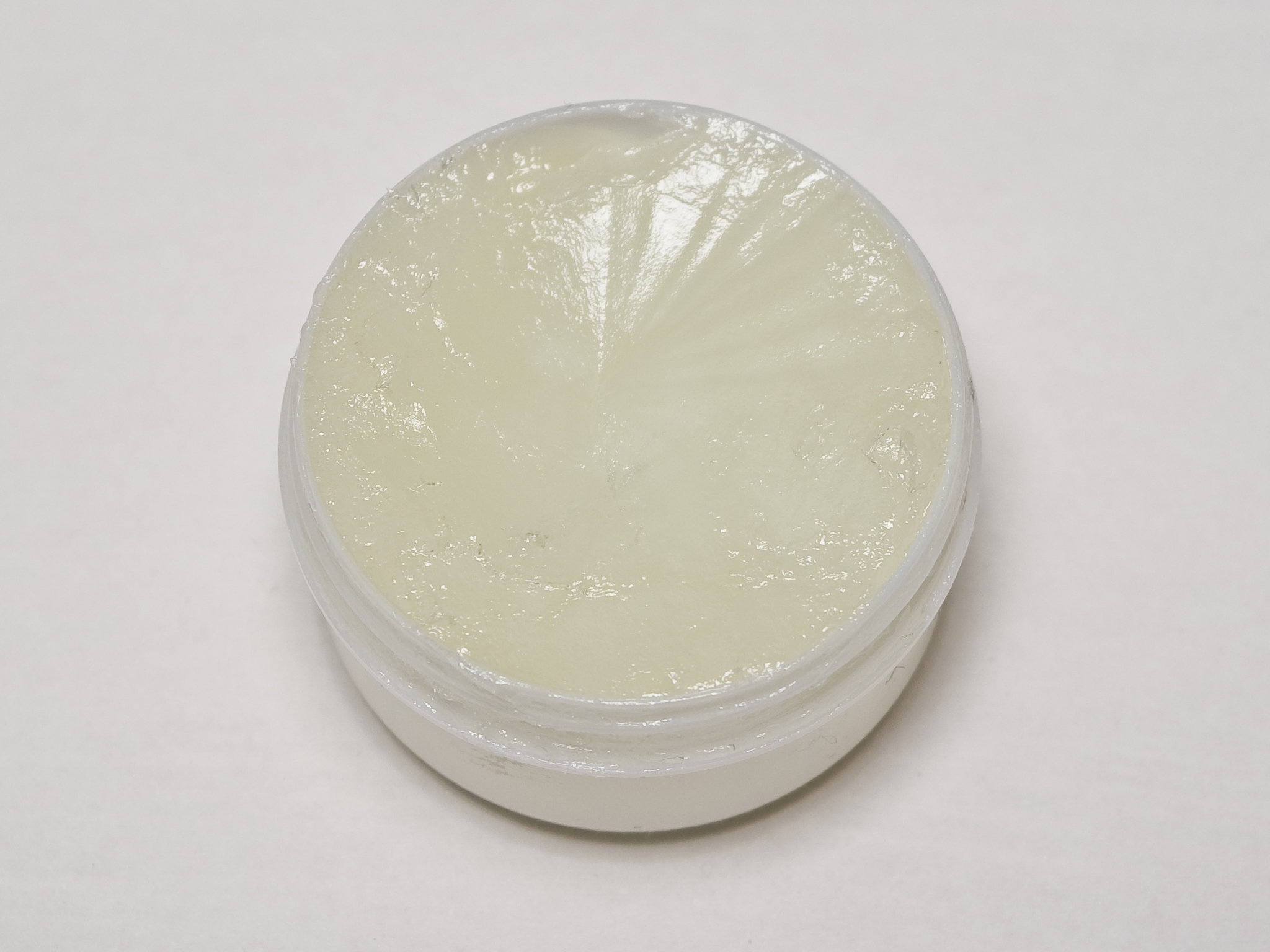
Bílá vazelina

Vazelina (též vazelína nebo petrolatum) je polotuhá směs uhlovodíků (s počtem uhlíkových atomů v molekule převážně vyšším než 25), původně propagovaná jako mast, díky svým léčivým účinkům. Její folklórní lékařská hodnota jako „všelék“ však byla snížena lepším vědeckým rozpoznáním vhodného a nevhodného použití. Některé druhy jsou však schváleny FDA pro prodej v USA bez lékařského předpisu jako ochrana kůže a stále se široce používá v kosmetické péči.
Surovina pro vazelinu byla objevena v roce 1859 v Titusville v Pensylvánii, na některém z prvních ropných vrtů v zemi. Pracovníci neměli rádi parafínovitý materiál, který se ve vrtech tvořil, protože způsoboval poruchy. Používali ho však na rány a popáleniny, protože urychloval hojení.
Mladý chemik Robert Chesebrough, jehož dřívější práce na destilaci paliv z tuku vorvaňů byla překonána využitím ropy, přišel do Titusville, aby viděl, které nové materiály mají komerční potenciál. Vzal nerafinovaný černý „tyčový vosk“, jak ho naftaři nazývali, do své laboratoře k rafinaci a ke zjištění potenciálního využití. Chesebrough objevil, že destilací lehčích, řidších olejových produktů z tohoto vosku by mohl vytvořit světle zbarvený gel. Tento proces výroby vazeliny si v roce 1872 nechal patentovat (americký patent číslo 127,568). Proces zahrnuje vakuovou destilaci surového materiálu s následnou filtrací destilačního zbytku přes živočišné uhlí.
Chesebrough cestoval okolo New Yorku, kde předváděl produkt a doporučoval ho k nákupu. Leptal kvůli tomu svou kůži kyselinou a pálil otevřeným plamenem, potom tato místa pokryl novou mastí a nakonec je ukazoval vyléčená, jak hlásal, svým zázračným výrobkem.
První továrnu si otevřel v roce 1870 v Brooklynu. Obchodní značka Vaseline údajně pochází z německého slova pro vodu, wasser, a řeckého pro olej, elaion, není to však potvrzeno.

## Fyzikální vlastnosti
Vazelina je hořlavá polotuhá směs uhlovodíků s teplotou tání obvykle okolo 75 °C nebo trochu níže. Je bezbarvá nebo světle žlutá (pokud není vysoce destilovaná), průsvitná, v čisté podobě bez chuti a zápachu. Na vzduchu neoxiduje a nereaguje snadno s chemickými reagencii. Je nerozpustná ve vodě. Rozpouští se v chloroformu, benzenu, sirouhlíku a terpentýnu.
Je často rozšířeným omylem (vycházejícím z podobných pocitů na lidské kůži), že vazelina a glycerol (glycerin) jsou fyzikálně podobné. Bílá vazelina je nepolární, uhlovodíková, hydrofobní (vodu odpuzující) a nerozpustná ve vodě, kdežto glycerol (což není uhlovodík, nýbrž alkohol) má vlastnosti opačné: je silně hydrofilní (vodu přitahující), takže stále pohlcuje vlhkost ze vzduchu, proto vytváří na kůži vlhký pocit, podobný mastnému vytvářenému vazelinou. Pocit je podobný, ale vazelina odpuzuje vodu, kdežto glycerol ji přitahuje.
Vazeliny často vyrábějí výrobci mikrokrystalických vosků a podobných materiálů.

## Použití
Chesebrough původně doporučoval vazelinu primárně jako mast na rány a popáleniny, lékaři však prokázali, že vazelina nemá žádný lékařský účinek (ani proti puchýřům), ani není pohlcována kůží. Její účinnost při zrychlování hojení ran a popálenin spočívá v utěsnění proti průniku mikrobů do rány a proti vysychání rány.
Výrobek značky First Aid Petroleum Jelly („vazelina pro první pomoc“), což byla vazelina s obsahem fenolu pro silnější antibakteriální efekt, se již nevyrábí.
Později však spotřebitelé začali používat vazelinu pro léčení mnoha různých mírných nemocí a pro kosmetické účely, například na popraskané ruce a rty, nehtovou plíseň, vyrážky na mužských genitáliích, krvácení z nosu, opruzení, nachlazení a také k odstraňování make-upu i barev z nábytku. U domácího zvířectva se používala proti houbám na krunýřích vodních želv a u koček proti trichobezoárům. Na počátku 20. století byla vazelina, ať už čistá nebo jako složka, populární také jako pomáda na vlasy. Při smíšení se stejným dílem čistého včelího vosku se používala k voskování knírů.